# HD 224693 b
HD 224693 b (بالإنجليزية: HD 224693 b)‏ الذي يرمز له بالرمز HD 224693b، هو كوكب خارج المجموعة الشمسية، في كوكبة قيطس، يتبع HD 224693 ‏.

## الاكتشاف
اكتشف في 17 أبريل 2006.